# Davidaster rubiginosus

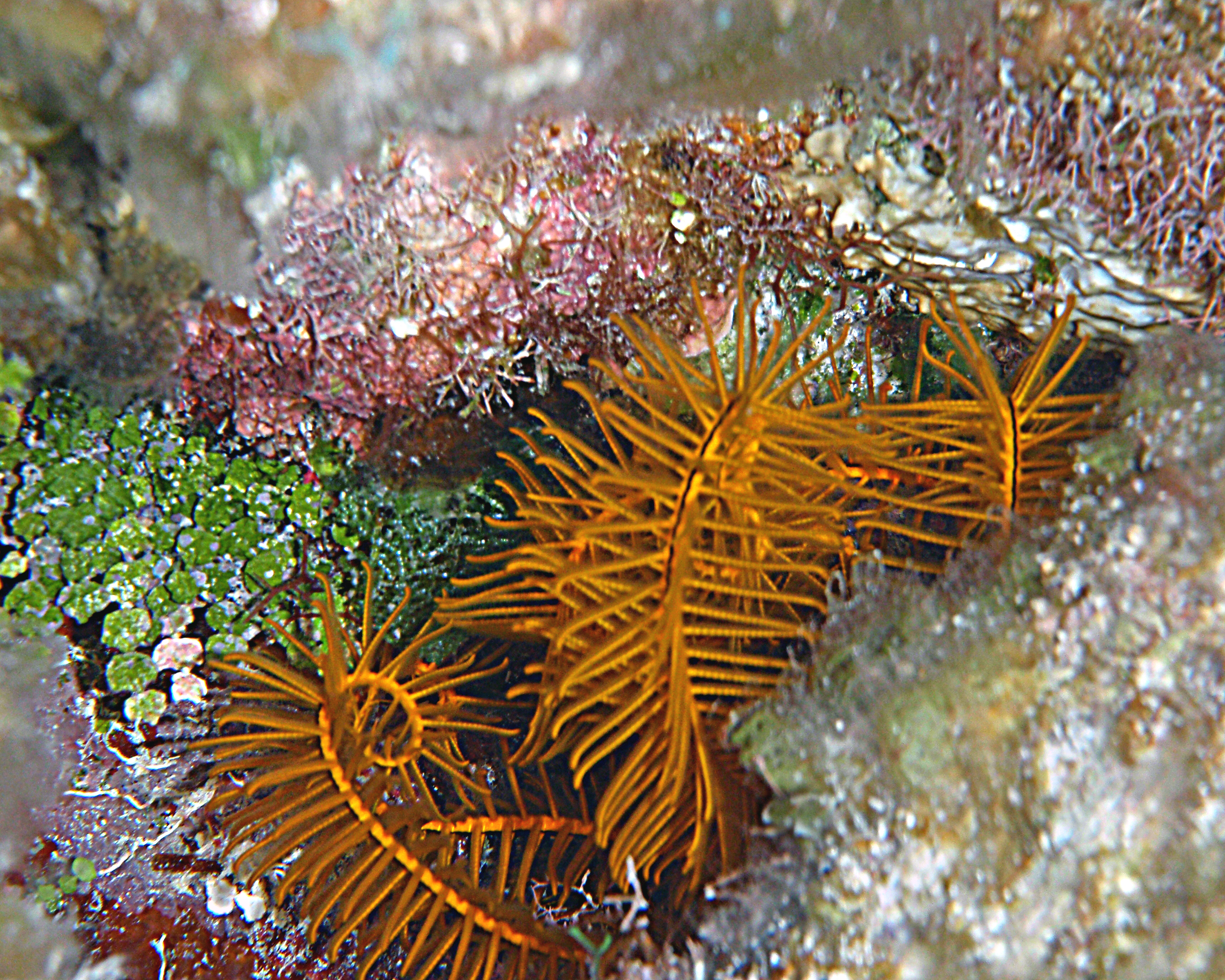
Davidaster rubiginosus en isla San Salvador, Bahamas

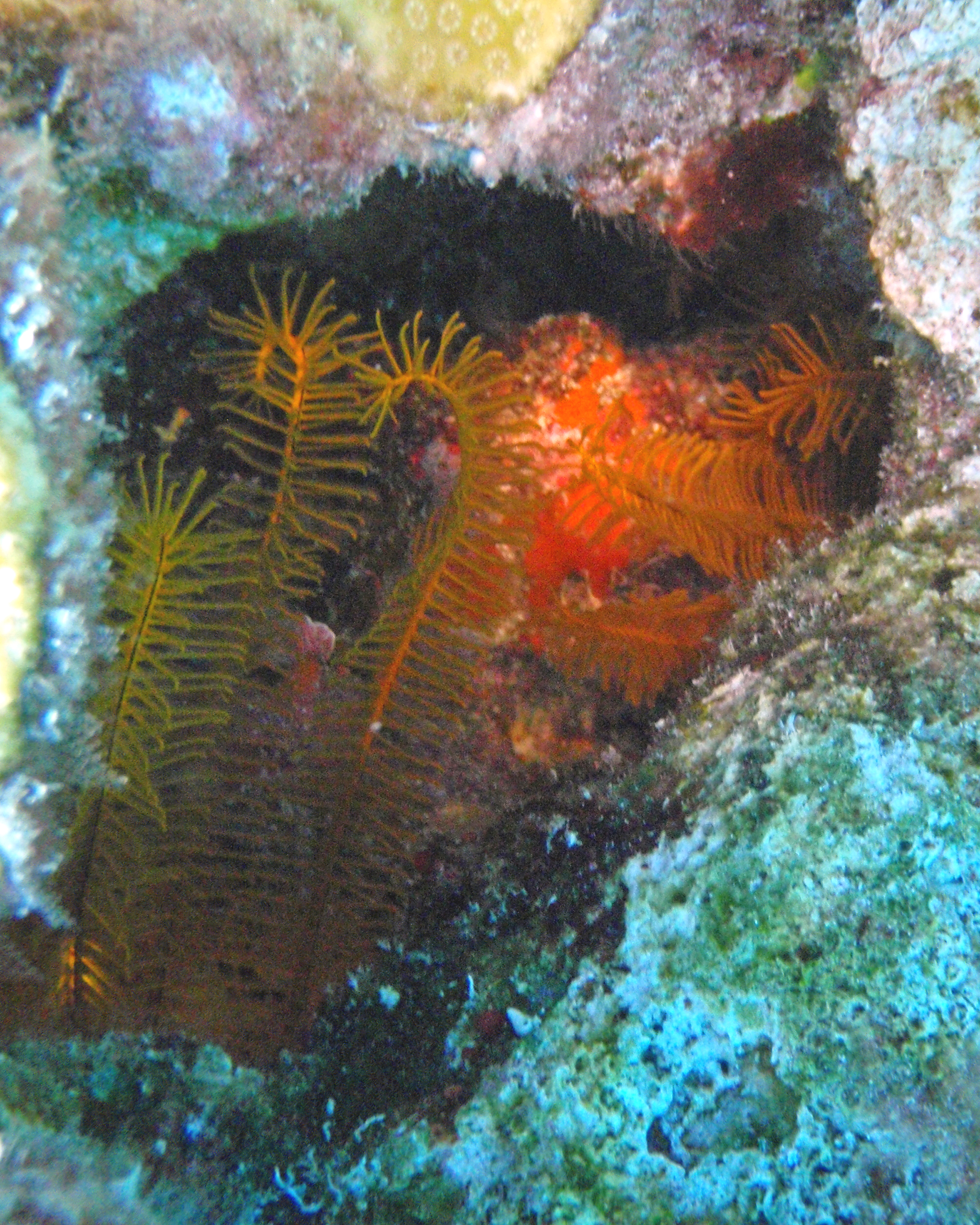
Davidaster rubiginosus en isla San Salvador, Bahamas

Davidaster rubiginosus es una especie de lirios de mar de la familia Comatulidae.

## Morfología
Su cuerpo está formado por un disco en forma de cáliz, compuesto de 2 o 3 anillos de placas calcáreas, que alberga en su interior las vísceras del animal. El ano se sitúa en un lateral del disco, y la boca en el centro. El tegmen, o superficie aboral del disco, tiene una serie de pínnulas alrededor, cuyos segmentos terminales están modificados formando un peine de púas protector.
Tienen 35 brazos, que están pinnulados en un mismo plano, lo que les da la apariencia de plumas, de ahí uno de los nombres comunes de los crinoideos en inglés: featherstar, o estrella de plumas. Los brazos se componen de una serie de osículos, o huesecillos articulados, llamados braquiales, que en su caso son en forma de cuña, y más largos que anchos. Además cuentan con ligamentos y músculos; y, en su interior, con extensiones de los sistemas nervioso, vascular y reproductivo. Los brazos pueden alcanzar 25 cm de largo, y suelen estar curvados en su extremo distal hacia la boca o disco central.
La primera serie de osículos, o primibraquial, nace de cada una de las cinco placas radiales de cada brazo, las segundas series nacen del último osículo de la primibraquial, del que parten dos series, o secundibraquial, y así consecutivamente.
En su parte aboral, o inferior, poseen unos apéndices alargados para anclarse al sustrato, denominados cirri, que se componen de segmentos, denominados cirrales. Usualmente los "esconde" en grietas de rocas o esponjas, dejando visible tan sólo los brazos.
Como la mayoría de los crinoideos, y muchos géneros del filo Echinodermata, poseen la capacidad de auto-amputarse un brazo, en situaciones de peligro para el animal. A esta facultad de algunos animales se le denomina autotomía, y, en el caso que nos ocupa, se combina con otra capacidad, la de regenerarlo por completo a continuación. Con frecuencia, en sustitución del brazo amputado, desarrollan dos nuevos brazos. Aparte de los brazos, también pueden regenerar los cirri, las pínnulas o el intestino.
Para desplazarse, utilizan, tanto los cirri para "reptar" por el sustrato, como el movimiento sincronizado, y de forma alterna, de sus brazos; que oscilan verticalmente de abajo a arriba, coordinados en tres grupos. 
Sus coloraciones pueden ser amarillo, dorado-naranja, verde o negro con las pínnulas en naranja.

## Hábitat y distribución
Se localizan entre 7 y 59 metros de profundidad, y en un rango de temperaturas entre 26.38 y 27.80 °C. Anclados a corales duros, esponjas o grietas de rocas, en laderas de arrecifes, siempre con corrientes. 
Se distribuyen en el océano Atlántico este, desde Florida, golfo de México y el Caribe.

## Alimentación
Son filtradores, y se alimentan mediante unos minúsculos tubos de las pínnulas braquiales, que segregan un mucus para atrapar zooplancton, como foraminíferos, pequeños crustáceos y moluscos, y fitoplancton.

## Reproducción
Son dioicos. Las gónadas se producen en unas pínnulas especializadas de los brazos  La reproducción sexual se produce por fertilización externa. Las larvas doliolarias evolucionan de una simetría bilateral a simetría pentarradial, y poseen un tallo, que pierden al madurar, convirtiéndose en animales de vida libre.